# ليشتناو (وستفاليا)
ليشتناو (وستفالن) (بالألمانية: Lichtenau, Westphalia) هي بلدة ألمانية تقع في ألمانيا في بادربورن.  يقدر عدد سكانها بـ 11,079 نسمة .

## المدن التوأمة
مدينة Rangsdorf هي مدينة توأمة لـليشتناو (وستفالن).